# جو ریکتس
جو ریکتس (انگلیسی: Joe Ricketts؛ زادهٔ ۱۶ ژوئیهٔ ۱۹۴۱) کارآفرین و از اهالی کسب‌وکار اهل ایالات متحده آمریکا است. او از بنیان‌گذاران امریترید و رئیس سابق آن است. ثروت شخصی ریکتس توسط مجله فوربز، ۲/۷ میلیارد دلار تخمین زده شده‌است. او همچنین سرمایه‌گذاری در شرکت‌های نوپا را در زمینه ژنتیک و فیلمسازی دنبال کرده‌است.